# Pastel de choclo
Pastel de choclo (paj av majs på svenska) är en Chilensk paj gjord på bland annat nötkött, kyckling och majs som gratineras i ugn. Den tillagas i traditionella chilenska lerskålar portionsvis eller i större form för flera portioner. Rätten har sitt ursprung i Chile. 

## Ingredienser
Receptet är taget från bloggen ”Carolina En La Cocina”, publicerat 13/3/17. 
Receptet är för 6 personer, och kan dupliceras vid tillagning för fler portioner. 
-  500g blandfärs
- En kokt kyckling
- Fyra hårdkokta ägg
- Fyra burkar majs
- Svarta oliver
- 2-3 msk strösocker
- 1/2 dl hackad färsk basilika
- 2 msk olivolja
- 1-2 dl vatten
- 2 lökar
- 2 vitlöksklyftor
- Kryddor: paprikapulver, spiskummin, chilipulver, oregano, salt och peppar (tillämpas efter smak)
- Russin inkluderas även ofta i denna maträtt  men framgår inte i receptet från ”Carolina En La Cocina”.

Recept för denna maträtt kan skilja sig beroende på källa och personlig preferens, ett exempel på detta är hur ett recept från köket.se inkluderar mjölk och bortser från kryddor till skillnad från recept från ”Carolina En La Cocina”. 

## Tillagning
Följande tillagningsmetod är baserad på recept ovan. 

### Fyllning
Kycklingen kokas i vatten tillsammans med lagerblad, salt och peppar, eventuellt bryns i stekpanna med kryddor och smör. I separat stekpanna steks gullök tills den blivit mjuk, och därefter tillsätts pressad vitlök samt kött- eller blandfärs och kryddas med salt, peppar, spiskummin, chilipulver och oregano. Låt puttra och blanda ihop ingredienserna med ungefär 1/2 dl vatten. När detta stått ett tag tillsätts svarta oliver och russin. Koka upp ägg i ungefär 6 minuter, eller till hårdkokta. Äggen delas i skivor för att läggas över fyllningen vid pajens tillagning i ugn.

### Majsröra
Under och över fyllningen sprids en röra av malen majs. Denna görs i en matberedare eller mixer och kryddas med socker och basilika, samt eventuell mjölk om så önskas. Denna gratineras tillsammans med fyllningen i ugn. 

### Gratinering
Efter förberedandet av fyllning och majsröra läggs detta i traditionella chilenska lerskålar som sedan gratineras i ugn. Först läggs ett lager av majsröra i botten till följd av köttfärs, kyckling och äggskivor. Pajen toppas med resterande majsröra och lite socker överst för att majsen ska få en karamelliserad yta efter gratinering. Pajen ska gratineras på ugnens grilläge på ungefär 225 grader celsius. Beroende på recept, hur varm ugnen är och hur stor form pajen ligger i kan den behöva gratineras olika länge, men en riktlinje är cirkus 20 minuter. 

## Illustrationer

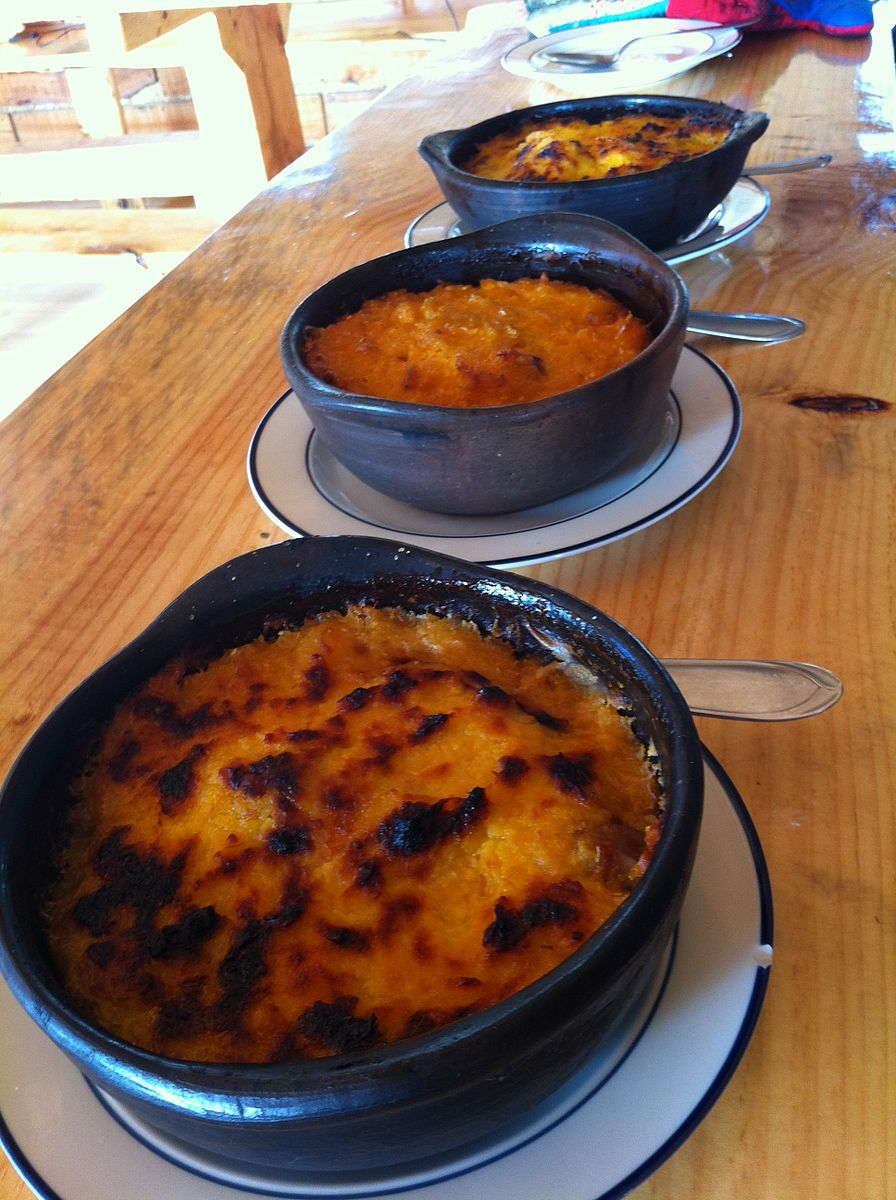
Bild av McKay Savage från London, UK, CC BY 2.0